# Metropolitano de Quioto

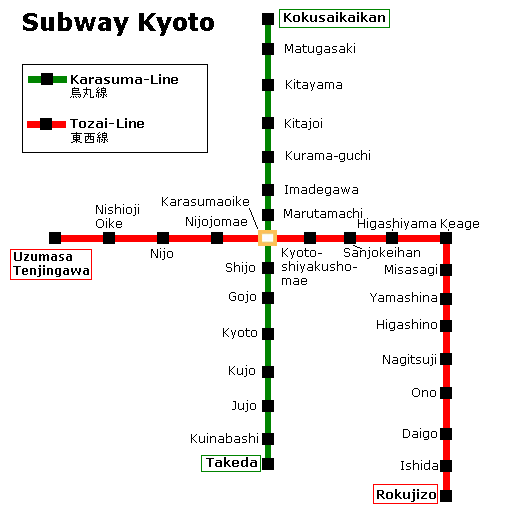
Diagrama do metro de Quioto.

O metro de Quioto é o sistema de metropolitano que opera na cidade de Quioto, no Japão. Foi inaugurado em 1981, e tem actualmente duas linhas com um total de 31 estações.

## Rede
| Linha    | Cor      | Trajecto                      | Inauguração | Número de estações |
| -------- | -------- | ----------------------------- | ----------- | ------------------ |
| Karasuma | Verde    | Kokusaikaikan ↔ Takeda        | 1981        | 15                 |
| Tozai    | Vermelho | Rokujizo ↔ Uzumasa-Tenjingawa | 1997        | 17                 |